# Волзька сільська рада (Курманаєвський район)
Во́лзька сільська рада (рос. Волжский сельский совет) — сільське поселення у складі Курманаєвського району Оренбурзької області Росії.
Адміністративний центр — селище Волзький.

## Населення
Населення — 765 осіб (2019; 1052 в 2010, 1601 у 2002).

## Склад
До складу сільської ради входять:
| Населений пункт    | Населення, осіб (2002) | Населення, осіб (2010) |
| ------------------ | ---------------------- | ---------------------- |
| Бобровка, село     | 405                    | 243                    |
| Волзький, селище   | 829                    | 648                    |
| Даниловка, село    | 73                     | 23                     |
| Семеновка, село    | 214                    | 116                    |
| Спиридоновка, село | 80                     | 22                     |